# Dongdongting Shan
Dongdongting Shan (kinesiska: 东洞庭山) är en halvö i Kina. Den ligger i provinsen Jiangsu, i den östra delen av landet, omkring 190 kilometer sydost om provinshuvudstaden Nanjing.
Genomsnittlig årsnederbörd är 1 613 millimeter. Den regnigaste månaden är augusti, med i genomsnitt 234 mm nederbörd, och den torraste är januari, med 55 mm nederbörd.